# ISO 28001
L’ISO 28001 est une norme s’appliquant au système de management de la sûreté pour la chaîne d’approvisionnement. C’est un système complet de certification des entreprises de transports de marchandises créé par le Comité européen de normalisation (CEN) qui propose des certifications de sûreté aux différentes étapes de la chaîne logistique du transport de marchandises. En effet, le but est que le niveau de sûreté soit homogène pour toute la chaîne logistique, notamment grâce au fait que cette norme soit multimodale et internationalement reconnue. 
L’ISO 28001 complète les mesures législatives portant sur la sûreté des ports de l’Union Européenne et les normes de l’Organisation Mondiale de la Douane. Elle ne remplace pas les mesures de sécurité et les exigences de certification des agences douanières pour les chaînes logistiques. 

## Certification ISO 28001
La certification ISO 28001 s’adresse avant tout aux entreprises du secteur professionnel des prestataires transporteurs et des logisticiens. Elle ne permet pas uniquement d’augmenter le niveau de protection de la chaîne d’approvisionnement d’une entreprise. En effet, elle lui permet également d’améliorer sa capacité opérationnelle et sa compétitivité et d’appliquer la norme selon son type de commerce, son rôle et sa fonction dans la chaîne logistique internationale. Après une démarche de certification, les entreprises sont plus à même de prendre les bonnes décisions car elles ont une meilleure connaissance des risques. La certification augmente aussi la confiance entre les clients, les instances de réglementations et l’entreprise. Enfin, elle optimise la continuité entre les différentes activités logistiques et les différents modes de transports afin de garantir et faciliter le commerce global. 

### Article(s) connexe(s)
- Comité européen de normalisation